# Dioscoreophyllum cumminsii
Dioscoreophyllum cumminsii es una especie  de plantas   perteneciente a la familia Menispermaceae. Nativo del África ecuatorial tropical.  

## Descripción
Es una liana subleñosa, ocasionalmente herbácea, que se encuentra en la densa selva tropical y el bosque de galería, a menudo en lugares de cultivo de edad. Con una variedad var. cumminsii que se encuentra desde Guinea-Bissau a S Nigeria, y en el este de Sudán y el sur para Angola.

## Propiedades
Se usan los frutos como medicamento para la hidropesía, hinchazones, edemas, gota, la raíz como estimulantes genitales/depresores y con la corteza contra la infección parasitaria cutánea y subcutánea. La savia es usada contra  las enfermedades venéreas.
Principios activos
Contiene monelina (una proteína edulcorante).

## Taxonomía
Dioscoreophyllum cumminsii fue descrita por (Stapf) Diels y publicado en Das Pflanzenreich Heft 46 (IV, 94): 181, f. 64, a–f. 1910.
Variedades
- Dioscoreophyllum cumminsii var. leptotrichos Troupin

Sinonimia
- Dioscoreophyllum jollyanum Pierre ex Diels
- Dioscoreophyllum klaineanum Pierre ex Diels
- Dioscoreophyllum lobatum (C.H.Wright) Diels
- Dioscoreophyllum strigosum Engl.
- Rhopalandria cumminsii Stapf
- Rhopalandria lobatum C.H. Wright[4]

var. leptotrichos Troupin
- Dioscoreophyllum chirindense Swynn.